# Navatejares
Navatejares é um município da Espanha na província de Ávila, comunidade autónoma de Castela e Leão, de área 11,08 km² com população de 76 habitantes (2005) e densidade populacional de 6,99 hab/km².

## Demografia
| Variação demográfica do município entre 1991 e 2004 | Variação demográfica do município entre 1991 e 2004 | Variação demográfica do município entre 1991 e 2004 | Variação demográfica do município entre 1991 e 2004 |
| --------------------------------------------------- | --------------------------------------------------- | --------------------------------------------------- | --------------------------------------------------- |
| 1991                                                | 1996                                                | 2001                                                | 2004                                                |
| 132                                                 | 122                                                 | 80                                                  | 79                                                  |

## Eventos festivos
Ocorrem dois eventos festivos por ano no pequeno município: Fiesta de San Isidro em 15 de Maio e Fiesta de San Bernabé em 11 de junho.